# Emelihter Kihleng
Emelihter Kihleng (Guam) is een Micronesische dichteres. 
Kihleng werd geboren in Guam, groeide op in Palikir, Pohnpei, Micronesia en studeerde af aan de Universiteit van Hawaï in Manoa in 2003. In 2008 gaf ze in Micronesia haar eerste gedichtenbundel My Urohs uit. Kihleng schrijft haar gedichten in het Engels.